# Snooker van A tot Z

Snooker speelt men met effect

## A
Mark Allen -
Austrian Snooker Open 2010

## B
Bahrain Championship -
Nigel Bond -
Luca Brecel -
Britsh Open

## C
Ali Carter -
China Open -
 China Open 2009 -
Jamie Cope -
Crucible Theatre

## D
Joe Davis -
Mark Davis -
Steve Davis -
Ryan Day -
Ding Junhui -
Ken Doherty -
Graeme Dott -
Tony Drago

## E
Peter Ebdon -
Effect -
European Open

## F
Marco Fu

## G
General Cup International 2009 -
Martin Gould -
Grand Prix -
Terry Griffiths

## H
Anthony Hamilton -
Bjorn Haneveer -
Stephen Hendry -
Alex Higgins -
John Higgins -
Paul Hunter

## I
Irish Masters

## J
Jiangsu Classic 2008 -
Jiangsu Classic 2009 -
Mark Joyce

## K
Keu -
Krijt

## L
Stephen Lee -
Liang Wenbo -
Lijst van snookerspelers -
Lijst van snookertoernooien -
Horace Lindrum -
Ted Lowe

## M
Stephen Maguire -
Malta Cup -
Masters -
Maximumbreak -
Alan McManus -
Shaun Murphy

## N
NK 2006 -
NNRS masters 2009 -
Noord Nederlandse Ranking Snooker -
Northern Ireland Trophy

## O
Johan Oomen

## P
John Parrott -
Joe Perry -
Pot Black -
Premier League Snooker -
Premier League Snooker 2008 -
Premier League Snooker 2009

## R
Ray Reardon -
Neil Robertson

## S
Seizoen 08/09 -
Seizoen 09/10 -
Seizoen 10/11 -
Mark Selby -
Shanghai Masters -
Shanghai Masters 2008 -
Shanghai Masters 2009 -
Shanghai Masters 2010 -
Snooker -
Snooker (spelsituatie) -
Snookerhulpstukken -
Snookerjargon -
John Spencer -
Matthew Stevens -
Ronnie O'Sullivan

## T
Michaela Tabb -
Dennis Taylor -
Cliff Thorburn -
Willie Thorne -
Triangel -
Judd Trump

## U
UK Championship

## V
Jan Verhaas -
John Virgo

## W
Ricky Walden -
Welsh Open -
Welsh Open 2009 -
Welsh Open 2010 -
Jimmy White -
Mark Williams -
WK 2002 -
WK 2003 -
WK 2004 -
WK 2005 -
WK 2006 -
WK 2007 -
WK 2008 -
WK 2009 -
WK 2010 -
World Series of Snooker -
World Series of Snooker 2009 -
World Snooker Championship -
World Professional Billiards and Snooker Association -
Wuxi Classic -
Wuxi Classic 2010